# Jane Dudley, Duquesa de Northumberland
Jane Dudley (nascida Guildford), Duquesa de Northumberland (1508/1509 - 1555) foi uma nobre inglesa, esposa de João Dudley, 1.º Duque de Northumberland e mãe de Guilford Dudley e Roberto Dudley, 1.º Conde de Leicester. Tendo crescido com seu futuro marido, que era o ala de seu pai, se casou com cerca de 16 anos. Eles tiveram 13 filhos. Jane Dudley serviu como dama de companhia na corte de Henrique VIII e era amiga íntima de sua última esposa, Catarina Parr. Reformada na perspectiva religiosa, também era uma defensora da mártir protestante Anne Askew.
Sob o jovem Eduardo VI, João Dudley se tornou um dos políticos mais poderosos, passando a ser Conde de Warwick e mais tarde Duque de Northumberland. Após a queda do Lorde Protetor Somerset, em 1549, João Dudley uniu forças com sua esposa para promover sua reabilitação e uma reconciliação entre suas famílias, simbolizada por um casamento entre seus filhos. Na primavera de 1553, a duquesa de Northumberland tornou-se sogra de Lady Jane Grey, a quem o duque de Northumberland tentou, sem sucesso, estabelecer no trono inglês após a morte de Eduardo VI. Maria I, vitoriosa, a duquesa procurou freneticamente salvar a vida de seu marido. Não obstante as execuções dele e de seu filho Guilford, ela conseguiu a libertação do resto de sua família, fazendo amizade com os nobres espanhóis que vieram para a Inglaterra com Filipe da Espanha. Ela morreu logo depois, aos 46 anos.

## Família e casamento
Jane Guildford nasceu em Kent em cerca de 1508/1509, a única filha de Sir Eduardo Guildford e Eleanor West, filha de Thomas West, 8.º Barão De La Warr. Sua escolaridade ocorreu em casa, juntamente com seu irmão Richard e seu futuro marido, que era o ala de seu pai desde 1512. Em 1525, com cerca de 16 anos, casou-se com Sir João Dudley, que tinha 20 ou 21 anos. O casamento havia sido organizado por seus pais alguns anos antes. Jane Dudley deu à luz 13 crianças, oito meninos e cinco meninas. Na maioria dos casos, é impossível estabelecer exatamente as datas de nascimento. Uma exceção é Robert, o futuro favorito de Elizabeth I, que nasceu em 1532 como o quinto filho, e possivelmente após a filha mais velha, Mary, que se tornou mãe do poeta cortesão Philip Sidney. A vida familiar de João e Jane Dudley parece ter sido feliz e estava livre de quaisquer escândalos. Por volta de 1535, um poema elogiou o "amor e devoção" de seu casamento.
Sir Edward Guildford morreu em 1534 antes de poder elaborar seu último testamento. Desde que seu filho Richard o havia predestinado, o sobrinho de Guildford, João Guildford, reivindicou a herança. Os Dudley sustentavam que a filha de Guildford, Jane, era a herdeira natural. Eles finalmente venceram o processo judicial resultante com a assistência de Thomas Cromwell.

## Vida na corte
Jane Dudley serviu como dama de companhia de Ana Bolena, e mais tarde de Ana de Cleves. Ela estava interessada na religião reformada e, com o marido, mudou-se para círculos evangélicos a partir de meados da década de 1530.  Em 1542, João Dudley foi criado Visconde Lisle. Ele tinha amizade com William Parr, cuja irmã Catarina se tornou a última rainha de Henrique VIII em julho de 1543. Como uma de suas amigas mais próximas, a viscondessa Lisle estava entre as quatro damas que a levaram ao altar no dia do casamento. Jane Dudley também estava entre as simpatizantes da corte de Anne Askew, a quem ela contatou durante sua prisão em 1545-1546. A protestante franca foi queimada na fogueira como herege em julho de 1546, por causa de um artifício do partido da corte religiosamente conservador em torno do bispo Stephen Gardiner.

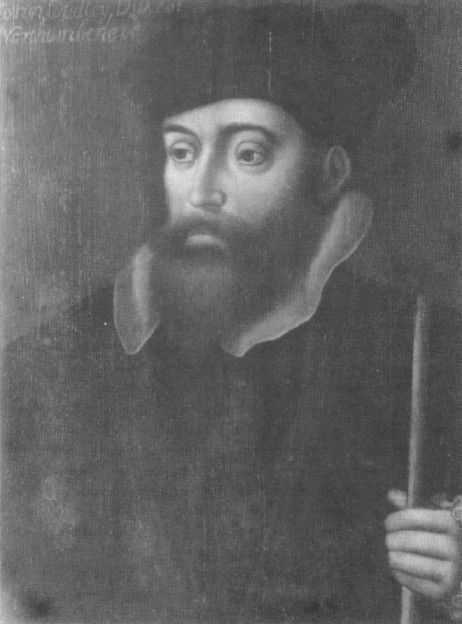
João Dudley, marido de Jane Dudley, 1540

O humanismo e a ciência renascentista figuraram bastante na educação das crianças de Dudley. Em 1553, a própria Jane Dudley encomendou duas obras do matemático e hermetista John Dee sobre configurações celestes e as marés. Jane Dudley estava perto de seus filhos. O mais velho, Henry, morreu durante o cerco de Bolonha em 1544, aos 19 anos. Um pós-escrito que ela escreveu em 1552, sob uma carta do marido para o então filho mais velho, João Dudley, 2.º Conde de Warwick, diz: "sua mãe amorosa que lhe deseja um dia saudável Jane Northumberland". Ela também tinha problemas de saúde: em 1548, seu marido não estava disposto a sair do seu lado, porque "ela se ajustou novamente mais ao extremo do que já havia tido tempo".
Sob Eduardo VI João Dudley, o Visconde Lisle. foi criado conde de Warwick em 1547, enquanto Eduardo Seymour, Conde de Hereford, tornou-se Duque de Somerset e Lorde Protetor. Em outubro de 1549, o Protetor perdeu seu poder em uma prova de força com o Conselho Privado, do qual João Dudley, Conde de Warwick emergiu como Lorde Presidente do Conselho e líder do governo. Somerset, que havia sido preso na Torre de Londres, logo teve permissão para se juntar ao Conselho. Antes de sua libertação, a duquesa de Somerset e a condessa de Warwick haviam organizado banquetes diários para reconciliar seus maridos. Um casamento entre o respectivo filho e filha mais velho, Anne Seymour e João Dudley, foi igualmente promovido pelas duas senhoras. Em junho de 1550, um grande casamento foi realizado no palácio de Sheen, com a presença do rei Eduardo, de doze anos de idade. Jane Dudley continuou como uma grande dama na corte durante a ascensão de seu marido, que se tornou duque de Northumberland em outubro de 1551. Ela era influente com ele; o financista Thomas Gresham e o diplomata Richard Morrison procuraram seu patrocínio, e ela também intercedeu por Mary Tudor, que havia sido madrinha de uma de suas filhas em 1545.